# Chrysogorgia pellucida
Chrysogorgia pellucida är en korallart som beskrevs av Kükenthal 1908. Chrysogorgia pellucida ingår i släktet Chrysogorgia och familjen Chrysogorgiidae. Inga underarter finns listade i Catalogue of Life.